# 吉野碧
吉野 碧（よしの みどり、1967年11月14日 - ）は、日本の元AV女優。

## 略歴
東京都出身。2004年にAVデビュー。
『実録 本物姉妹』と『美熟女姉妹 碧と藍 密室の性戯』は、実妹の吉野藍との共演作である。
2007年頃に引退。

## 出演作品

### アダルトビデオ
2004年
- 36歳と45歳の独身女性 （11月18日、ヒビノ）…共演:水枝ゆい
- 追跡ＦＵＣＫ！！人妻ナンパ１５７ （12月22日、シュガーワークス） …ナンパ、デビュー作？
- 団地妻 いっぱい触って、入れたまま… 夫の知らない秘密のアドレス （11月21日、アテナ映像）…オムニバス作品 他出演:松木さやか、谷原弘恵
- ばついち 4 死ぬほどイカせて （11月27日、クリスタル映像）…オムニバス作品 他出演:岡田裕美、相馬美佐子、観月ゆうな、本田留美、みずきゆり
- 働く奥さま♥ （12月4日、ヒビノ）
- 昼下がりの淫ら妻 15 （12月4日、クリスタル映像）…オムニバス作品 他出演:片瀬夕輝、桐島やよい、黒木あげは、松本ありさ、蒼来りか
- 筆おろし 美人女教師36歳 （12月16日、ヒビノ）

2005年
- 奥様欲情日記 あっだめよ 主人が帰ってきちゃう でも奥さん、こんなにネチョネチョじゃ 指がヌプって… （1月21日、アテナ映像）…オムニバス作品 他出演:秋元ちえ、松永小百合、工藤あや
- 背徳愉悦 近親相姦 （1月21日、桃太郎映像出版）…オムニバス作品 共演:前嶋みく 他出演:一ノ瀬由美
- 美熟女…H 14 （1月29日、クリスタル映像）…オムニバス作品 他出演:黒木あげは、松雪令奈、田辺香織、高知礼子、浅井清美
- 未亡人 柔肌の悶え 7 （1月29日、クリスタル映像）…オムニバス作品 他出演:野村美樹、柏木ありさ、松崎佐樹、滝沢レイナ、加納幸枝
- 長身マダム170↑ （2月15日、ジャパングランプリ）…オムニバス作品 他出演:水城ゆい、小池香織
- 不倫白書 妻失格 （2月15日、マドンナ）…共演:常盤響子
- 義母と息子 お忍び旅行 3 （3月11日、東京音光）…共演:華沢レモン
- 義母の香り （3月15日、マドンナ）
- 出会い系出会えた人妻 （3月20日、メディアステーション）…オムニバス作品 他出演:望月加奈、青木真紀、白河まこと
- 不倫 旅の宿でこんなに濡れるなんて恥ずかしい… 美人妻の隠されたメスを開花させる一泊二日の甘い罠 （3月21日、アテナ映像）
- 極選マダムズ 2 （3月25日、ケイ・エム・プロデュース）…オムニバス作品　他出演:結衣美沙、日向ゆみ
- 花魁 （4月15日、マドンナ）…共演:菊池エリ、立花瞳
- 未亡人の猥褻供養 （5月22日、メディアステーション）…オムニバス作品 他出演:森本さやか、ともさかひかり、八神小夜
- 親友の妻 （5月25日、マドンナ）
- 女のためいき ザ・喪服エレジー （6月10日、東京音光）
- 僕のおばさん　（6月25日、マドンナ）
- 人妻エロめがね （7月17日、メディアステーション）…オムニバス作品 他出演:森咲小雪、水沢ほたる、望月加奈、稲沢綾、青木真紀、長谷川さやか、白河まこと
- 潮吹き美人妻 （7月22日、GLAY'z）…オムニバス作品 他出演:神崎京子、美咲ゆりあ
- 近親白書 母親失格 7 （7月25日、マドンナ）
- 近親相姦シリーズ 夫に先立たれた母と子 （8月5日、ドリームステージエンタテインメント）
- 未亡人中出し （8月10日、ドリームステージエンタテインメント）
- 優しい奥さん （8月18日、ナチュラルハイ）
- 妻たちのセレナーデ 3 （8月25日、マドンナ）…共演:水越優子、藤原キリカ
- 実録 本物姉妹　（9月25日、マドンナ）…共演:吉野藍
- 美熟女姉妹 碧と藍 密室の性戯 （10月13日、MOODYZ）…共演:吉野藍
- 人妻バスルーム （10月16日、メディアステーション）…オムニバス作品 他出演:真咲菜々、菊池明日香、白河さつき、佐伯直美、福山ちかこ、佐伯晴香
- 競泳水着の女 （10月20日、ヒビノ）…共演:篠宮慶子
- 母子相姦遊戯 旅先の母の思い出 （11月9日、グローバルメディアエンタテインメント）

2006年
- 12人のカリスママダムズ 2 （1月20日、ケイ・エム・プロデュース）…オムニバス作品 他出演:立花瞳、赤坂ルナ、日向ゆみ、すぎはら美里、倖田李梨、西条麗、楠真由美
- A級セレブ妻 ～～ （7月20日、ネクストイレブン）…オムニバス作品 他出演:浅見怜、水城ゆい、小柳あのん、菜月唯
- 吉野碧総集編 4時間 （7月25日、マドンナ）

2007年
- 美熟女の素顔 （2月13日、溜池ゴロー）
- 溜池ゴローのうれごろ日記 （7月4日、溜池ゴロー）

　他